# Lista de predecessores de monarcas atuais
Um monarca é o chefe de uma monarquia, forma de governo em que o Estado é governado por um indivíduo de forma vitalícia e, geralmente, hereditária. Ao longo da história moderna, algumas monarquias foram governadas por monarcas absolutos (que concentravam poder político e as decisões de Estado) ou monarcas constitucionais (com poderes regulamentados por uma constituição ou parlamento).
Na maioria das monarquias contemporâneas, o monarca assume o trono de seu país de forma hereditária tendo sido anteriormente um herdeiro designado de seu antecessor. Há ainda as monarquias eletivas, como o Vaticano e Emirados Árabes Unidos, em que o monarca a assumir o trono é eleito por um conselho fechado ou grupo de nobres.
Este artigo lista os chefes de Estado que antecederam os atuais monarcas soberanos no mundo. A lista contempla até quatro gerações anteriores de monarcas que antecederam aos atuais ocupantes dos tronos, excluindo eventuais regentes ou co-monarcas e líderes republicanos no caso de monarquias que foram abolidas e posteriormente restauradas. 

## Lista
| Monarquia              | Título do soberano | Monarcas predecessores   | Monarcas predecessores | Monarca atual       | Tipo de monarquia |
| Monarquia              | Título do soberano | Monarca                  | Reinado                | Monarca atual       | Tipo de monarquia |
| ---------------------- | ------------------ | ------------------------ | ---------------------- | ------------------- | ----------------- |
| Arábia Saudita         | Rei                | Ibn Saud                 | 1932 - 1953            | Salman              | Absoluta          |
| Arábia Saudita         | Rei                | Saud                     | 1953 - 1964            | Salman              | Absoluta          |
| Arábia Saudita         | Rei                | Faisal                   | 1964 - 1975            | Salman              | Absoluta          |
| Arábia Saudita         | Rei                | Khalid                   | 1975 - 1982            | Salman              | Absoluta          |
| Arábia Saudita         | Rei                | Fahd                     | 1982 - 2005            | Salman              | Absoluta          |
| Arábia Saudita         | Rei                | Abdullah                 | 2005 - 2015            | Salman              | Absoluta          |
| Bahrein                | Rei                | Isa bin Sulman           | 1971 - 1999            | Hamad bin Isa       | Mista             |
| Bélgica                | Rei                | Leopoldo I               | 1831 - 1865            | Filipe              | Constitucional    |
| Bélgica                | Rei                | Leopoldo II              | 1865 - 1909            | Filipe              | Constitucional    |
| Bélgica                | Rei                | Alberto I                | 1909 - 1934            | Filipe              | Constitucional    |
| Bélgica                | Rei                | Leopoldo III             | 1934 - 1951            | Filipe              | Constitucional    |
| Bélgica                | Rei                | Balduíno                 | 1951 - 1993            | Filipe              | Constitucional    |
| Bélgica                | Rei                | Alberto II               | 1993 - 2013            | Filipe              | Constitucional    |
| Butão                  | Rei                | Jigme Wangchuck          | 1926 - 1952            | Jigme Khesar        | Constitucional    |
| Butão                  | Rei                | Jigme Dorji Wangchuck    | 1952 - 1972            | Jigme Khesar        | Constitucional    |
| Butão                  | Rei                | Jigme Singye Wangchuck   | 1972 - 2006            | Jigme Khesar        | Constitucional    |
| Brunei                 | Sultão             | Muhammad Jamalul Alam II | 1906 - 1924            | Hassanal Bolkiah    | Absoluta          |
| Brunei                 | Sultão             | Ahmad Tajuddin           | 1924 - 1950            | Hassanal Bolkiah    | Absoluta          |
| Brunei                 | Sultão             | Omar Ali Saifuddien III  | 1950 - 1967            | Hassanal Bolkiah    | Absoluta          |
| Camboja                | Rei                | Norodom Sihanouk         | 1941 - 1955            | Norodom Sihamoni    | Constitucional    |
| Camboja                | Rei                | Norodom Siramarit        | 1955 - 1960            | Norodom Sihamoni    | Constitucional    |
| Camboja                | Rei                | Sisowath Kossamak        | 1960 - 1970            | Norodom Sihamoni    | Constitucional    |
| Camboja                | Rei                | Norodom Sihanouk         | 1993 - 2004            | Norodom Sihamoni    | Constitucional    |
| Catar                  | Emir               | Ali bin 'Abdu'llah       | 1949 - 1960            | Tamim bin Hamad     | Mista             |
| Catar                  | Emir               | Ahmad bin 'Ali           | 1960 - 1972            | Tamim bin Hamad     | Mista             |
| Catar                  | Emir               | Khalifa bin Hamad        | 1972 - 1995            | Tamim bin Hamad     | Mista             |
| Catar                  | Emir               | Hamad bin Khalifa        | 1995 - 2013            | Tamim bin Hamad     | Mista             |
| Dinamarca              | Rei                | Cristiano IX             | 1863 - 1906            | Frederico X         | Constitucional    |
| Dinamarca              | Rei                | Frederico VIII           | 1906 - 1912            | Frederico X         | Constitucional    |
| Dinamarca              | Rei                | Cristiano X              | 1912 - 1947            | Frederico X         | Constitucional    |
| Dinamarca              | Rei                | Frederico IX             | 1947 - 1972            | Frederico X         | Constitucional    |
| Dinamarca              | Rei                | Margarida II             | 1972 - 2024            | Frederico X         | Constitucional    |
| Emirados Árabes Unidos | Presidente         | Zayed bin Sultan         | 1971 - 2004            | Khalifa bin Zayed   | Eletiva federal   |
| Emirados Árabes Unidos | Presidente         | Maktoum bin Rashid       | 2004                   | Khalifa bin Zayed   | Eletiva federal   |
| Espanha                | Rei                | Afonso XII               | 1874 - 1885            | Filipe VI           | Constitucional    |
| Espanha                | Rei                | Afonso XIII              | 1886 - 1931            | Filipe VI           | Constitucional    |
| Espanha                | Rei                | Juan Carlos              | 1975 - 2014            | Filipe VI           | Constitucional    |
| Japão                  | Imperador          | Meiji                    | 1867 - 1912            | Naruhito            | Constitucional    |
| Japão                  | Imperador          | Taishō                   | 1912 - 1925            | Naruhito            | Constitucional    |
| Japão                  | Imperador          | Showa                    | 1925 - 1989            | Naruhito            | Constitucional    |
| Japão                  | Imperador          | Akihito                  | 1989 - 2019            | Naruhito            | Constitucional    |
| Jordânia               | Rei                | Abdullah I               | 1946 - 1951            | Abdullah II         | Constitucional    |
| Jordânia               | Rei                | Talal                    | 1951 - 1952            | Abdullah II         | Constitucional    |
| Jordânia               | Rei                | Hussein                  | 1952 - 1999            | Abdullah II         | Constitucional    |
| Kuwait                 | Emir               | Abdullah III             | 1950 - 1965            | Nawaf               | Constitucional    |
| Kuwait                 | Emir               | Sabah III                | 1965 - 1977            | Nawaf               | Constitucional    |
| Kuwait                 | Emir               | Jaber III                | 1977 - 2006            | Nawaf               | Constitucional    |
| Kuwait                 | Emir               | Saad                     | 2006                   | Nawaf               | Constitucional    |
| Kuwait                 | Emir               | Sabah IV                 | 2006 - 2020            | Nawaf               | Constitucional    |
| Lesoto                 | Rei                | Moshoeshoe II            | 1966 - 1990            | Letsie III          | Constitucional    |
| Lesoto                 | Rei                | Letsie III               | 1990 - 1995            | Letsie III          | Constitucional    |
| Lesoto                 | Rei                | Moshoeshoe II            | 1995 - 1996            | Letsie III          | Constitucional    |
| Liechtenstein          | Príncipe-soberano  | Aloísio II               | 1836 - 1858            | Hans-Adam II        | Constitucional    |
| Liechtenstein          | Príncipe-soberano  | João II                  | 1858 - 1929            | Hans-Adam II        | Constitucional    |
| Liechtenstein          | Príncipe-soberano  | Francisco I              | 1929 - 1938            | Hans-Adam II        | Constitucional    |
| Liechtenstein          | Príncipe-soberano  | Francisco José II        | 1938 - 1989            | Hans-Adam II        | Constitucional    |
| Luxemburgo             | Grão-duque         | Adolfo                   | 1890 - 1905            | Henrique            | Constitucional    |
| Luxemburgo             | Grão-duque         | Guilherme IV             | 1905 - 1912            | Henrique            | Constitucional    |
| Luxemburgo             | Grão-duque         | Maria Adelaide           | 1912 - 1919            | Henrique            | Constitucional    |
| Luxemburgo             | Grão-duque         | Carlota                  | 1919 - 1964            | Henrique            | Constitucional    |
| Luxemburgo             | Grão-duque         | João                     | 1964 - 2000            | Henrique            | Constitucional    |
| Mónaco                 | Príncipe-soberano  | Carlos III               | 1856 - 1889            | Alberto II          | Constitucional    |
| Mónaco                 | Príncipe-soberano  | Alberto I                | 1889 - 1922            | Alberto II          | Constitucional    |
| Mónaco                 | Príncipe-soberano  | Luís II                  | 1922 - 1949            | Alberto II          | Constitucional    |
| Mónaco                 | Príncipe-soberano  | Rainier III              | 1949 - 2005            | Alberto II          | Constitucional    |
| Marrocos               | Rei                | Abdal Hafide             | 1908 - 1912            | Maomé VI            | Constitucional    |
| Marrocos               | Rei                | Iúçufe                   | 1912 - 1927            | Maomé VI            | Constitucional    |
| Marrocos               | Rei                | Maomé V                  | 1927 - 1961            | Maomé VI            | Constitucional    |
| Marrocos               | Rei                | Haçane II                | 1961 - 1999            | Maomé VI            | Constitucional    |
| Noruega                | Rei                | Haakon VII               | 1905 - 1957            | Haroldo V           | Constitucional    |
| Noruega                | Rei                | Olavo V                  | 1957 - 1991            | Haroldo V           | Constitucional    |
| Omã                    | Sultão             | Faiçal ibne Turqui       | 1888 - 1913            | Haitham             | Absoluta          |
| Omã                    | Sultão             | Taimur ibne Faiçal       | 1913 - 1932            | Haitham             | Absoluta          |
| Omã                    | Sultão             | Saíde ibne Taimur        | 1932 - 1970            | Haitham             | Absoluta          |
| Omã                    | Sultão             | Qabus bin Saíde          | 1970 - 2020            | Haitham             | Absoluta          |
| Países Baixos          | Rei                | Guilherme I              | 1815 - 1840            | Guilherme Alexandre | Constitucional    |
| Países Baixos          | Rei                | Guilherme II             | 1840 - 1849            | Guilherme Alexandre | Constitucional    |
| Países Baixos          | Rei                | Guilherme III            | 1849 - 1890            | Guilherme Alexandre | Constitucional    |
| Países Baixos          | Rei                | Guilhermina              | 1890 - 1948            | Guilherme Alexandre | Constitucional    |
| Países Baixos          | Rei                | Juliana                  | 1948 - 1980            | Guilherme Alexandre | Constitucional    |
| Países Baixos          | Rei                | Beatriz                  | 1980 - 2013            | Guilherme Alexandre | Constitucional    |
| Reino Unido            | Rei                | Eduardo VII              | 1901 - 1910            | Carlos III          | Constitucional    |
| Reino Unido            | Rei                | Jorge V                  | 1910 - 1936            | Carlos III          | Constitucional    |
| Reino Unido            | Rei                | Eduardo VIII             | 1936                   | Carlos III          | Constitucional    |
| Reino Unido            | Rei                | Jorge VI                 | 1936 - 1952            | Carlos III          | Constitucional    |
| Reino Unido            | Rei                | Isabel II                | 1952 - 2022            | Carlos III          | Constitucional    |
| Suécia                 | Rei                | Carlos XV da Suécia      | 1859 - 1872            | Carlos XVI Gustavo  | Constitucional    |
| Suécia                 | Rei                | Óscar II                 | 1872 - 1907            | Carlos XVI Gustavo  | Constitucional    |
| Suécia                 | Rei                | Gustavo V                | 1907 - 1950            | Carlos XVI Gustavo  | Constitucional    |
| Suécia                 | Rei                | Gustavo VI Adolfo        | 1950 - 1973            | Carlos XVI Gustavo  | Constitucional    |
| Tailândia              | Rei                | Rama VI                  | 1910 - 1925            | Rama X              | Constitucional    |
| Tailândia              | Rei                | Rama VII                 | 1925 - 1935            | Rama X              | Constitucional    |
| Tailândia              | Rei                | Rama VIII                | 1935 - 1946            | Rama X              | Constitucional    |
| Tailândia              | Rei                | Rama IX                  | 1946 - 2016            | Rama X              | Constitucional    |
| Tonga                  | Rei                | Jorge Tupou I            | 1845 - 1893            | Tupou VI            | Constitucional    |
| Tonga                  | Rei                | Jorge Tupou II           | 1893 - 1918            | Tupou VI            | Constitucional    |
| Tonga                  | Rei                | Sālote Tupou III         | 1918 - 1965            | Tupou VI            | Constitucional    |
| Tonga                  | Rei                | Tupou IV                 | 1965 - 2006            | Tupou VI            | Constitucional    |
| Tonga                  | Rei                | Jorge Tupou V            | 2006 - 2012            | Tupou VI            | Constitucional    |
| Vaticano               | Papa               | Paulo VI                 | 1963–1978              | —                   | Eletiva           |
| Vaticano               | Papa               | João Paulo I             | 1978                   | —                   | Eletiva           |
| Vaticano               | Papa               | João Paulo II            | 1978–2005              | —                   | Eletiva           |
| Vaticano               | Papa               | Bento XVI                | 2005–2013              | —                   | Eletiva           |
| Vaticano               | Papa               | Francisco                | 2013–2025              | —                   | Eletiva           |

## Ancestralidade comum
- Jorge II da Grã-Bretanha (1683-1760)
  - Frederico, Príncipe de Gales (1707-1751)
    -  Jorge III do Reino Unido (1738-1820)
      -  Jorge IV do Reino Unido (1762-1830)
        - Carlota de Gales (1796-1817)

      - Frederico, Duque de Iorque e Albany (1763-1827)
      -  Guilherme IV do Reino Unido (1765-1837)
      - Carlota, Princesa Real (1766-1828)
      - Eduardo, Duque de Kent e Strathearn (1767-1820)
        -  Vitória do Reino Unido (1819-1901)
          - Vitória, Princesa Real do Reino Unido (1840-1901)
            -  Guilherme II da Alemanha (1859-1941)
              - Vitória Luísa da Prússia (1892-1980)
                - Frederica de Hanôver 1917-1981)
                  - Sofia da Grécia (1938-)
                    -   Filipe VI de Espanha (1968-)

                  -  Constantino II da Grécia (1940-2023)

            - Sofia da Prússia (1870-1932)
              -  Paulo da Grécia (1901-1964)
                - Sofia da Grécia (1938-)
                  -   Filipe VI de Espanha (1968-)

                -  Constantino II da Grécia (1940-2023)

          -  Eduardo VII do Reino Unido (1841-1910)
            -  Jorge V do Reino Unido (1865-1936)
              -  Jorge VI do Reino Unido (1895-1952)
                -  Isabel II do Reino Unido (1926-2022)
                  -   Carlos III do Reino Unido (1948-)

            -  Maud de Gales (1869-1938)
              -  Olavo V da Noruega (1903-1991)
                -   Haroldo V da Noruega (1937-)

          - Alice do Reino Unido (1843-1878)
            - Vitória_de_Hesse_e_Reno (1863-1950)
              - Alice de Battenberg (1885-1969)
                - Filipe, Duque de Edimburgo (1921-2021)
                  -   Carlos III do Reino Unido (1948-)

              - Luísa Mountbatten (1889-1965)
                -  Gustavo VI Adolfo da Suécia (1882-1973)
                  - Gustavo Adolfo, Duque da Bótnia Ocidental (1906-1947)
                    -   Carlos XVI Gustavo da Suécia (1946-)

            - Alice de Hesse e Reno (1872-1918)
              - Olga Nikolaevna da Rússia (1895-1918)
              - Tatiana Nikolaevna da Rússia (1897-1918)
              - Maria Nikolaevna da Rússia (1899-1918)
              - Anastásia Nikolaevna da Rússia (1901-1918)
              - Alexei Nikolaevich, Czarevich da Rússia (1904-1918)

          - Alfredo, Duque de Saxe-Coburgo-Gota (1844-1900)
            - Maria de Saxe-Coburgo-Gota (1874-1938)
              -  Carlos II da Romênia (1893-1953)
                -  Miguel I da Romênia 1921-2017)

          - Artur, Duque de Connaught e Strathearn (1850-1942)
            - Margarida de Connaught (1882-1920)
              - Gustavo Adolfo, Duque da Bótnia Ocidental (1906-1947)
                -   Carlos XVI Gustavo da Suécia (1946-)

              - Ingrid da Suécia (1910-2000)
                -  Margarida II da Dinamarca (1940-)
                  -   Frederico X da Dinamarca (1968-)

          - Leopoldo, Duque de Albany (1853-1884)
            - Carlos Eduardo, Duque de Saxe-Coburgo-Gota (1884-1954)
              - Sibila de Saxe-Coburgo-Gota (1908-1972)
                -   Carlos XVI Gustavo da Suécia (1946-)

          - Beatriz do Reino Unido (1857-1944)
            - Vitória Eugénia de Battenberg (1887-1969)
              - João, Conde de Barcelona (1913-1993)
                -  Juan Carlos da Espanha (1938-)
                  -   Filipe VI de Espanha (1968-)

      - Augusta Sofia do Reino Unido (1768-1840)
      - Isabel do Reino Unido (1770-1840)
      -  Ernesto Augusto I de Hanôver (1771-1851)
        -  Jorge V de Hanôver (1819-1878)
          - Ernesto Augusto, Príncipe Herdeiro de Hanôver (1845-1923)
            - Ernesto Augusto, Duque de Brunsvique (1887-1953)
              - Frederica de Hanôver (1917-1981)
                - Sofia da Grécia (1938-)
                  -   Filipe VI de Espanha (1968-)

                -  Constantino II da Grécia (1940-2023)

      - Adolfo, Duque de Cambridge (1774-1850)
        - Maria Adelaide de Cambridge (1833-1897)
          - Maria de Teck (1867-1953)
            -  Jorge VI do Reino Unido (1895-1952)
              -  Isabel II do Reino Unido (1926-2022)
                -   Carlos III do Reino Unido (1948-)

      - Maria do Reino Unido (1776-1856)
      - Sofia do Reino Unido (1777-1848)
      - Otávio da Grã-Bretanha (1779-1783)
      - Alfredo da Grã-Bretanha (1780-1782)
      - Amélia do Reino Unido (1782-1810)

    - Carolina Matilde da Grã-Bretanha (1751-1775)
      -  Frederico VI da Dinamarca (1738-1839)

  - Ana, Princesa Real e Princesa de Orange (1709-1759)
    - Carolina de Orange-Nassau (1743-1787)
      - Frederico Guilherme, Príncipe de Nassau-Weilburg (1768-1816)
        - Guilherme, Duque de Nassau (1892-1839)
          - Sofia de Nassau (1836-1913)
            - Carlos, Duque da Gotalândia Ocidental (1861-1951)
              - Marta da Suécia (1901-1954)
                -   Haroldo V da Noruega (1937-)

              - Astrid da Suécia (1905-1935)
                -  Balduíno da Bélgica (1930-1993)
                -  Alberto II da Bélgica (1934-)
                  -  Filipe da Bélgica (1960-)

    - Guilherme V, Príncipe de Orange (1748-1806)
      -  Guilherme I dos Países Baixos (1772-1843)
        -  Guilherme II dos Países Baixos (1792-1849)
          -  Guilherme III dos Países Baixos (1817-1890)
            -  Guilhermina dos Países Baixos (1880-1962)
              -  Juliana dos Países Baixos (1909-2004)
                -  Beatriz dos Países Baixos (1938-)
                  -   Guilherme Alexandre dos Países Baixos (1967-)

        - Frederico dos Países Baixos (1797-1881)
          - Luísa dos Países Baixos (1828-1871)
            - Luísa da Suécia (1851-1926)
              -  Cristiano X da Dinamarca (1870-1947)
                -  Frederico IX da Dinamarca (1899-1972)
                  -  Margarida II da Dinamarca (1940-)
                    -   Frederico X da Dinamarca (1968-)

              -  Haakon VII da Noruega (1872-1957)
                -  Olavo V da Noruega (1903-1991)
                  -   Haroldo V da Noruega (1937-)

              - Ingeborg da Dinamarca (1878-1958)
                - Marta da Suécia (1901-1954)
                  -   Haroldo V da Noruega (1937-)

                - Astrid da Suécia (1905-1935)
                  -  Balduíno da Bélgica (1930-1993)
                  -  Alberto II da Bélgica (1934-)
                    -  Filipe da Bélgica (1960-)

  - Maria da Grã-Bretanha (1723-1772)
    - Carlos de Hesse-Cassel (1744-1836)
      - Luísa Carolina de Hesse-Cassel (1789-1867)
        -  Cristiano IX da Dinamarca (1818-1906)
          -  Frederico VIII da Dinamarca (1843-1912)
            -  Cristiano X da Dinamarca (1870-1947)
              -  Frederico IX da Dinamarca (1899-1972)
                -  Margarida II da Dinamarca (1940-)
                  -   Frederico X da Dinamarca (1968-)

            -  Haakon VII da Noruega (1872-1957)
              -  Olavo V da Noruega (1903-1991)
                -   Haroldo V da Noruega (1937-)

          - Alexandra da Dinamarca (1844-1925)
            -  Jorge V do Reino Unido (1865-1936)
              -  Jorge VI do Reino Unido (1895-1952)
                -  Isabel II do Reino Unido (1926-2022)
                  -   Carlos III do Reino Unido (1948-)

            -  Maud de Gales (1869-1938)
              -  Olavo V da Noruega (1903-1991)
                -   Haroldo V da Noruega (1937-)

          -  Jorge I da Grécia (1845-1913)
            -  Constantino I da Grécia (1868-1923)
              -  Jorge II da Grécia (1890-1947)
                -  Paulo da Grécia (1901-1964)
                  - Sofia da Grécia (1938-)
                    -   Filipe VI de Espanha (1968-)

                  -  Constantino II da Grécia (1940-2023)

          - Dagmar da Dinamarca (1847-1928)
            -  Nicolau II da Rússia (1868-1918)
              - Olga Nikolaevna da Rússia (1895-1918)
              - Tatiana Nikolaevna da Rússia (1897-1918)
              - Maria Nikolaevna da Rússia (1899-1918)
              - Anastásia Nikolaevna da Rússia (1901-1918)
              - Alexei Nikolaevich, Czarevich da Rússia (1904-1918)

          - Tira da Dinamarca (1853-1933)
            - Ernesto Augusto, Duque de Brunsvique (1887-1953)
              - Frederica de Hanôver (1917-1981)
                - Sofia da Grécia (1938-)
                  -   Filipe VI de Espanha (1968-)

                -  Constantino II da Grécia (1940-2023)

    - Frederico III de Hesse-Cassel (1747-1837)
      - Guilherme de Hesse-Cassel (1787-1867)
        - Luísa de Hesse-Cassel (1817-1898)
          -  Frederico VIII da Dinamarca (1843-1912)
            -  Cristiano X da Dinamarca (1870-1947)
              -  Frederico IX da Dinamarca (1899-1972)
                -  Margarida II da Dinamarca (1940-)
                  -   Frederico X da Dinamarca (1968-)

            -  Haakon VII da Noruega (1872-1957)
              -  Olavo V da Noruega (1903-1991)
                -   Haroldo V da Noruega (1937-)

          - Alexandra da Dinamarca (1844-1925)
            -  Jorge V do Reino Unido (1865-1936)
              -  Jorge VI do Reino Unido (1895-1952)
                -  Isabel II do Reino Unido (1926-2022)
                  -   Carlos III do Reino Unido (1948-)

            -  Maud de Gales (1869-1938)
              -  Olavo V da Noruega (1903-1991)
                -   Haroldo V da Noruega (1937-)

          -  Jorge I da Grécia (1845-1913)
            -  Constantino I da Grécia (1868-1923)
              -  Jorge II da Grécia (1890-1947)
                -  Paulo da Grécia (1901-1964)
                  - Sofia da Grécia (1938-)
                    -   Filipe VI de Espanha (1968-)

                  -  Constantino II da Grécia (1940-2023)

          - Dagmar da Dinamarca (1847-1928)
            -  Nicolau II da Rússia (1868-1918)
              - Olga Nikolaevna da Rússia (1895-1918)
              - Tatiana Nikolaevna da Rússia (1897-1918)
              - Maria Nikolaevna da Rússia (1899-1918)
              - Anastásia Nikolaevna da Rússia (1901-1918)
              - Alexei Nikolaevich, Czarevich da Rússia (1904-1918)

          - Tira da Dinamarca (1853-1933)
            - Ernesto Augusto, Duque de Brunsvique (1887-1953)
              - Frederica de Hanôver (1917-1981)
                - Sofia da Grécia (1938-)
                  -   Filipe VI de Espanha (1968-)

                -  Constantino II da Grécia (1940-2023)

      - Augusta de Hesse-Cassel (1797-1889)
        - Maria Adelaide de Cambridge (1833-1897)
          - Maria de Teck (1867-1953)
            -  Jorge VI do Reino Unido (1895-1952)
              -  Isabel II do Reino Unido (1926-2022)
                -   Carlos III do Reino Unido (1948-)

  - Luísa da Grã-Bretanha (1723-1772)
    - Sofia Madalena da Dinamarca (1746-1813)
      -  Gustavo IV Adolfo da Suécia (1778-1837)

    -  Cristiano VII da Dinamarca (1749-1808)
      -  Frederico VI da Dinamarca (1768-1839)